# Cloud (album de Marwa Loud)
Pour les articles homonymes, voir Cloud.
Albums de Marwa Loud
Again
(2021)
Cloud est le quatrième album studio de la rappeuse française Marwa Loud sorti le 6 janvier 2023.

## Liste des titres
| No  | Titre                                 | Durée |
| --- | ------------------------------------- | ----- |
| 1.  | Intro                                 | 1:46  |
| 2.  | Woman                                 | 2:34  |
| 3.  | C'est mon boy                         | 2:47  |
| 4.  | 8 ans de salaire (feat. Koba LaD)     | 2:59  |
| 5.  | La miss                               | 3:14  |
| 6.  | Bâtiment                              | 3:03  |
| 7.  | Permets-moi de douter                 | 2:51  |
| 8.  | Fais-moi bisou                        | 2:58  |
| 9.  | Victoire (feat. F1rstman)             | 2:49  |
| 10. | Salam                                 | 3:12  |
| 11. | Je sais pas                           | 2:32  |
| 12. | Ne t'en va pas (feat. Sidiki Diabaté) | 3:06  |
| 13. | Loca                                  | 2:53  |
| 14. | Problèmes                             | 3:52  |
| 15. | Pétou                                 | 2:54  |
| 16. | Ghir Ntiya (feat. Moha K)             | 3:34  |
| 17. | Dans la sauce (feat. RK)              | 3:01  |

## Clips vidéos
- Ghir Ntiya (feat. Moha K) : 6 mai 2022
- Woman : 28 octobre 2022
- 8 ans de salaire (feat. Koba LaD) : 16 décembre 2022
- C'est mon boy : 28 avril 2023